# الأطراف (حزم العدين)

تعديل مصدري - تعديل

الأطراف محلة تابعة لقرية الجبل، التابعة لعزلة بني اسعد بمديرية حزم العدين إحدى مديريات محافظة إب في الجمهورية اليمنية، بلغ تعداد سكانها 31 حسب تعداد اليمن لعام 2004.